# Insígnias Honoríficas Madeirenses
As insígnias honoríficas madeirenses são condecorações atribuídas pelo Governo da Região Autónoma da Madeira, território integrante de Portugal, que «visam distinguir, em vida ou a título póstumo, os cidadãos, colectividades ou instituições que se notabilizarem por méritos pessoais ou institucionais, actos, feitos cívicos ou serviços prestados à Região» (Decreto Legislativo Regional n.º 21/2003/M).
As insígnias foram instituídas com o Decreto Legislativo Regional n.º 21/2003/M de 13 de agosto e regulamentadas pelo Decreto Regulamentar Regional n.º 9/2004/M de 12 de abril.
A sua atribuição é decidida por deliberação do Conselho do Governo Regional, por proposta de qualquer membro do Governo Regional ou de qualquer deputado à Assembleia Legislativa Regional.

## Categorias
São três as espécies de insígnias honoríficas (de valor, distinção e bons serviços), cada uma com o grau de cordão e de medalha.

### Insígnia autonómica de valor
Nos termos do artigo 4.º do Decreto Legislativo Regional n.º 21/2003/M, «destina-se a agraciar:
a) O desempenho, excepcionalmente relevante, de cargos nos órgãos de governo próprio, administração pública regional ou ao serviço da Região, e que mereçam ser especialmente distinguidos;
b) O desempenho e virtudes profissionais, com merecimento de serem apontados ao respeito e consideração pública.»

### Insígnia autonómica de distinção
Nos termos do artigo 5.º do Decreto Legislativo Regional n.º 21/2003/M, «destina-se a distinguir os actos ou a conduta de excepcional relevância de cidadãos portugueses ou estrangeiros que:
a) Valorizem, prestigiem e dignifiquem a Região no País ou no estrangeiro, ou que para tal contribuam;
b) Contribuam para a expansão da cultura madeirense ou para o conhecimento da Madeira e da sua história e seus valores;
c) Contribuam para o reforço dos laços afectivos, culturais e económicos entre todos os madeirenses residentes e ausentes;
d) Se distingam pela sua dedicação à causa literária, científica, artística ou desportiva regional;
e) Se distingam pela sua dedicação à causa e serviços prestados em favor da educação e do ensino, incluindo-se comunicações prestadas em congressos ou simpósios nacionais ou internacionais, ou actividades semelhantes.»

### Insígnia autonómica de bons serviços
Nos termos do artigo 6.º do Decreto Legislativo Regional n.º 21/2003/M, serve para «distinguir acto ou serviços meritórios praticados por cidadãos portugueses ou estrangeiros no exercício de quaisquer funções públicas ou privadas, por qualquer das seguintes formas:
a) Actividades industrial, comercial, pecuária, florestal e agrícola, assim como obras;
b) Actividades cívicas e profissionais.»